# Gran Premio motociclistico d'Italia 2018
Il Gran Premio motociclistico d'Italia 2018 è stato la sesta prova del motomondiale del 2018. Si tratta della 70ª edizione corsa nel contesto del campionato iridato, disputata sull'Autodromo internazionale del Mugello il 3 giugno 2018.
Le tre classi hanno visto le vittorie di Jorge Martín in Moto3, Miguel Oliveira in Moto2 e Jorge Lorenzo in MotoGP.

## MotoGP
Jorge Lorenzo coglie la sua prima vittoria dall'approdo in Ducati Corse, precedendo all'arrivo il compagno di squadra Andrea Dovizioso e Valentino Rossi su Yamaha YZR-M1 che era partito dalla pole position.
Il capoclassifica provvisorio del campionato, lo spagnolo Marc Márquez, è incorso in una caduta; pur riuscendo a ripartire ha chiuso al sedicesimo posto, non ottenendo punti. In questo modo il suo vantaggio in classifica si è ridotto e ora precede Rossi di 23 punti e Maverick Viñales di 28 punti.

### Arrivati al traguardo
| Pos. | Nº | Pilota            | Squadra                     | Motocicletta       | Giri | Tempo     | Griglia | Punti |
| ---- | -- | ----------------- | --------------------------- | ------------------ | ---- | --------- | ------- | ----- |
| 1º   | 99 | Jorge Lorenzo     | Ducati Team                 | Ducati Desmosedici | 23   | 41'43.230 | 2º      | 25    |
| 2º   | 4  | Andrea Dovizioso  | Ducati Team                 | Ducati Desmosedici | 23   | +6,375    | 7º      | 20    |
| 3º   | 46 | Valentino Rossi   | Movistar Yamaha             | Yamaha YZR-M1      | 23   | +6,629    | 1º      | 16    |
| 4º   | 29 | Andrea Iannone    | Suzuki Ecstar               | Suzuki GSX-RR      | 23   | +7,885    | 4º      | 13    |
| 5º   | 42 | Álex Rins         | Suzuki Ecstar               | Suzuki GSX-RR      | 23   | +7,907    | 10º     | 11    |
| 6º   | 35 | Cal Crutchlow     | LCR Honda Castrol           | Honda RC213V       | 23   | +9,12     | 8º      | 10    |
| 7º   | 9  | Danilo Petrucci   | Alma Pramac Racing          | Ducati Desmosedici | 23   | +10,898   | 5º      | 9     |
| 8º   | 25 | Maverick Viñales  | Movistar Yamaha             | Yamaha YZR-M1      | 23   | +11,06    | 3º      | 8     |
| 9º   | 19 | Álvaro Bautista   | Ángel Nieto Team            | Ducati Desmosedici | 23   | +11,154   | 16º     | 7     |
| 10º  | 5  | Johann Zarco      | Monster Yamaha Tech 3       | Yamaha YZR-M1      | 23   | +17,644   | 9º      | 6     |
| 11º  | 44 | Pol Espargaró     | Red Bull KTM Factory Racing | KTM RC16           | 23   | +20,256   | 15º     | 5     |
| 12º  | 55 | Hafizh Syahrin    | Monster Yamaha Tech 3       | Yamaha YZR-M1      | 23   | +22,435   | 14º     | 4     |
| 13º  | 53 | Esteve Rabat      | Reale Avintia Raing         | Ducati Desmosedici | 23   | +22,464   | 13º     | 3     |
| 14º  | 38 | Bradley Smith     | Red Bull KTM Factory Racing | KTM RC16           | 23   | +22,495   | 17º     | 2     |
| 15º  | 21 | Franco Morbidelli | EG 0,0 Marc VDS             | Honda RC213V       | 23   | +26,644   | 12º     | 1     |
| 16º  | 93 | Marc Márquez      | Repsol Honda                | Honda RC213V       | 23   | +39,311   | 6º      |       |
| 17º  | 10 | Xavier Siméon     | Reale Avintia Raing         | Ducati Desmosedici | 23   | +1'01.211 | 24º     |       |
| 18º  | 30 | Takaaki Nakagami  | LCR Honda Idemitsu          | Honda RC213V       | 18   | +5 giri   | 18º     |       |

### Ritirati
| Nº | Pilota          | Squadra                     | Motocicletta       | Giri | Griglia |
| -- | --------------- | --------------------------- | ------------------ | ---- | ------- |
| 41 | Aleix Espargaró | Aprilia Racing Team Gresini | Aprilia RS-GP      | 19   | 21º     |
| 43 | Jack Miller     | Alma Pramac Racing          | Ducati Desmosedici | 1    | 11º     |
| 12 | Thomas Lüthi    | EG 0,0 Marc VDS             | Honda RC213V       | 1    | 19º     |
| 26 | Dani Pedrosa    | Repsol Honda                | Honda RC213V       | 0    | 20º     |
| 17 | Karel Abraham   | Ángel Nieto Team            | Ducati Desmosedici | 0    | 22º     |
| 45 | Scott Redding   | Aprilia Racing Team Gresini | Aprilia RS-GP      | 0    | 23º     |

### Non partito
| Nº | Pilota        | Squadra     | Motocicletta       |
| -- | ------------- | ----------- | ------------------ |
| 51 | Michele Pirro | Ducati Team | Ducati Desmosedici |

## Moto2
Prima vittoria stagionale per il pilota portoghese Miguel Oliveira su KTM che ha preceduto l'italiano Lorenzo Baldassarri e lo spagnolo Joan Mir. La classifica parziale di campionato continua a essere capeggiata dall'italiano Francesco Bagnaia giunto quarto al traguardo e che precede Oliveira e Baldassarri.

### Arrivati al traguardo
| Pos. | Nº | Pilota              | Squadra                        | Motocicletta       | Giri | Tempo     | Griglia | Punti |
| ---- | -- | ------------------- | ------------------------------ | ------------------ | ---- | --------- | ------- | ----- |
| 1º   | 44 | Miguel Oliveira     | Red Bull KTM Ajo               | KTM                | 21   | 39'42.018 | 11º     | 25    |
| 2º   | 7  | Lorenzo Baldassarri | Pons HP40                      | Kalex              | 21   | +0,184    | 8º      | 20    |
| 3º   | 36 | Joan Mir            | EG 0,0 Marc VDS                | Kalex              | 21   | +0,334    | 9º      | 16    |
| 4º   | 42 | Francesco Bagnaia   | SKY Racing Team VR46           | Kalex              | 21   | +0,484    | 4º      | 13    |
| 5º   | 73 | Álex Márquez        | EG 0,0 Marc VDS                | Kalex              | 21   | +3,537    | 3º      | 11    |
| 6º   | 41 | Brad Binder         | Red Bull KTM Ajo               | KTM                | 21   | +5,985    | 19º     | 10    |
| 7º   | 10 | Luca Marini         | SKY Racing Team VR46           | Kalex              | 21   | +9,908    | 7º      | 9     |
| 8º   | 5  | Andrea Locatelli    | Italtrans Racing               | Kalex              | 21   | +11,219   | 17º     | 8     |
| 9º   | 97 | Xavi Vierge         | Dynavolt Intact GP             | Kalex              | 21   | +12,371   | 12º     | 7     |
| 10º  | 24 | Simone Corsi        | Tasca Racing                   | Kalex              | 21   | +12,675   | 5º      | 6     |
| 11º  | 20 | Fabio Quartararo    | MB Conveyors - Speed Up Racing | Speed Up           | 21   | +17,843   | 16º     | 5     |
| 12º  | 77 | Dominique Aegerter  | Kiefer Racing                  | KTM                | 21   | +20,353   | 26º     | 4     |
| 13º  | 27 | Iker Lecuona        | Swiss Innovative Investors     | KTM                | 21   | +28,751   | 22º     | 3     |
| 14º  | 16 | Joe Roberts         | NTS RW Racing GP               | NTS                | 21   | +32,436   | 28º     | 2     |
| 15º  | 4  | Steven Odendaal     | NTS RW Racing GP               | NTS                | 21   | +32,465   | 25º     | 1     |
| 16º  | 32 | Isaac Viñales       | SAG Team                       | Kalex              | 21   | +33,054   | 24º     |       |
| 17º  | 66 | Niki Tuuli          | SIC Racing                     | Kalex              | 21   | +33,505   | 27º     |       |
| 18º  | 89 | Khairul Idham Pawi  | Idemitsu Honda Team Asia       | Kalex              | 21   | +43,9     | 18º     |       |
| 19º  | 51 | Eric Granado        | Forward Racing                 | Suter MMX2         | 21   | +47,264   | 30º     |       |
| 20º  | 14 | Héctor Garzó        | Tech 3 Racing                  | Tech 3 Mistral 610 | 21   | +56,603   | 32º     |       |
| 21º  | 21 | Federico Fuligni    | Tasca Racing                   | Kalex              | 21   | +1'13.609 | 31º     |       |
| 22º  | 18 | Xavier Cardelús     | Team Stylobike                 | Kalex              | 21   | +1'27.927 | 33º     |       |

### Ritirati
| Nº | Pilota            | Squadra                        | Motocicletta       | Giri | Griglia |
| -- | ----------------- | ------------------------------ | ------------------ | ---- | ------- |
| 45 | Tetsuta Nagashima | Idemitsu Honda Team Asia       | Kalex              | 15   | 13º     |
| 40 | Héctor Barberá    | Pons HP40                      | Kalex              | 15   | 21º     |
| 54 | Mattia Pasini     | Italtrans Racing               | Kalex              | 13   | 1º      |
| 95 | Jules Danilo      | Nashi Argan SAG                | Kalex              | 12   | 29º     |
| 62 | Stefano Manzi     | Forward Racing                 | Suter MMX2         | 10   | 20º     |
| 52 | Danny Kent        | MB Conveyors - Speed Up Racing | Speed Up           | 9    | 15º     |
| 13 | Romano Fenati     | Marinelli Snipers              | Kalex              | 7    | 6º      |
| 22 | Sam Lowes         | Swiss Innovative Investors     | KTM                | 6    | 14º     |
| 9  | Jorge Navarro     | Federal Oil Gresini            | Kalex              | 4    | 10º     |
| 64 | Bo Bendsneyder    | Tech 3 Racing                  | Tech 3 Mistral 610 | 0    | 23º     |
| 23 | Marcel Schrötter  | Dynavolt Intact GP             | Kalex              | 0    | 2º      |

## Moto3
Dopo aver ottenuto la pole position, lo spagnolo Jorge Martín ottiene anche la vittoria in volata davanti ai due italiani Marco Bezzecchi e Fabio Di Giannantonio. La classifica di campionato è capeggiata da Bezzecchi davanti a Martin e Di Giannantonio.

### Arrivati al traguardo
| Pos. | Nº | Pilota                 | Squadra                    | Motocicletta  | Giri | Tempo     | Griglia | Punti |
| ---- | -- | ---------------------- | -------------------------- | ------------- | ---- | --------- | ------- | ----- |
| 1º   | 88 | Jorge Martín           | Del Conca Gresini          | Honda NSF250R | 20   | 39'20.810 | 1º      | 25    |
| 2º   | 12 | Marco Bezzecchi        | Redox PrüstelGP            | KTM RC 250 GP | 20   | +0,019    | 5º      | 20    |
| 3º   | 21 | Fabio Di Giannantonio  | Del Conca Gresini          | Honda NSF250R | 20   | +0,043    | 6º      | 16    |
| 4º   | 19 | Gabriel Rodrigo        | RBA BOE Skull Rider        | KTM RC 250 GP | 20   | +10,948   | 12º     | 13    |
| 5º   | 16 | Andrea Migno           | Ángel Nieto Team           | KTM RC 250 GP | 20   | +11,083   | 15º     | 11    |
| 6º   | 33 | Enea Bastianini        | Leopard Racing             | Honda NSF250R | 20   | +11,165   | 14º     | 10    |
| 7º   | 14 | Tony Arbolino          | Marinelli Snipers          | Honda NSF250R | 20   | +11,194   | 18º     | 9     |
| 8º   | 48 | Lorenzo Dalla Porta    | Leopard Racing             | Honda NSF250R | 20   | +14,567   | 17º     | 8     |
| 9º   | 23 | Niccolò Antonelli      | SIC58 Squadra Corse        | Honda NSF250R | 20   | +14,676   | 7º      | 7     |
| 10º  | 96 | Manuel Pagliani        | Leopard Junior             | Honda NSF250R | 20   | +14,682   | 24º     | 6     |
| 11º  | 44 | Arón Canet             | Estrella Galicia 0,0       | Honda NSF250R | 20   | +14,693   | 4º      | 5     |
| 12º  | 17 | John McPhee            | CIP - Green Power          | KTM RC 250 GP | 20   | +14,72    | 19º     | 4     |
| 13º  | 40 | Darryn Binder          | Red Bull KTM Ajo           | KTM RC 250 GP | 20   | +14,733   | 25º     | 3     |
| 14º  | 75 | Albert Arenas          | Ángel Nieto Team           | KTM RC 250 GP | 20   | +14,77    | 22º     | 2     |
| 15º  | 42 | Marcos Ramírez         | Bester Capital Dubai       | KTM RC 250 GP | 20   | +15,237   | 9º      | 1     |
| 16º  | 71 | Ayumu Sasaki           | Petronas Sprinta Racing    | Honda NSF250R | 20   | +15,271   | 3º      |       |
| 17º  | 24 | Tatsuki Suzuki         | SIC58 Squadra Corse        | Honda NSF250R | 20   | +15,368   | 2º      |       |
| 18º  | 72 | Alonso López           | Estrella Galicia 0,0       | Honda NSF250R | 20   | +15,631   | 26º     |       |
| 19º  | 65 | Philipp Öttl           | Südmetall Schedl GP Racing | KTM RC 250 GP | 20   | +15,953   | 20º     |       |
| 20º  | 27 | Kaito Toba             | Honda Team Asia            | Honda NSF250R | 20   | +15,983   | 10º     |       |
| 21º  | 8  | Nicolò Bulega          | SKY Racing Team VR46       | KTM RC 250 GP | 20   | +16,03    | 16º     |       |
| 22º  | 22 | Kazuki Masaki          | RBA BOE Skull Rider        | KTM RC 250 GP | 20   | +22,492   | 11º     |       |
| 23º  | 84 | Jakub Kornfeil         | Redox PrüstelGP            | KTM RC 250 GP | 20   | +22,52    | 21º     |       |
| 24º  | 11 | Livio Loi              | Reale Avintia Academy      | KTM RC 250 GP | 20   | +50,691   | 30º     |       |
| 25º  | 41 | Nakarin Atiratphuvapat | Honda Team Asia            | Honda NSF250R | 20   | +1'23.045 | 28º     |       |

### Ritirati
| Nº | Pilota          | Squadra                 | Motocicletta  | Giri | Griglia |
| -- | --------------- | ----------------------- | ------------- | ---- | ------- |
| 76 | Makar Yurchenko | CIP - Green Power       | KTM RC 250 GP | 18   | 23º     |
| 5  | Jaume Masiá     | Bester Capital Dubai    | KTM RC 250 GP | 16   | 13º     |
| 10 | Dennis Foggia   | SKY Racing Team VR46    | KTM RC 250 GP | 6    | 27º     |
| 81 | Stefano Nepa    | NRT Junior Team         | KTM RC 250 GP | 5    | 29º     |
| 7  | Adam Norrodin   | Petronas Sprinta Racing | Honda NSF250R | 2    | 8º      |